# 福岡市動植物園
福岡市動植物園（ふくおかしどうしょくぶつえん）は、福岡県福岡市中央区南公園にある、福岡市営の動物園・植物園。

## 概要
福岡市内には、戦前にも御大典紀念福岡市動植物園が現在の福岡市立馬出小学校の場所にあった。ドイツのハーゲンベック動物園を模して1933年（昭和8年）に開園したが、他地域の動物園と同様、戦時中に閉鎖された（正門が同地に残るほか、アシカ池にあった浮見堂が大濠公園に移築されて現存する）。戦後、福岡市中心部から南に位置する南公園に動物園が開園し、現在に至る。かつては福岡市で初の上水設備である平尾浄水場が動物園に隣接していたが廃止され、その跡地を利用して植物園が開園した。
2018年3月現在、動物園が約110種、植物園が約2,600種を有する。大きく分けて高部の植物園と低部の動物園の2ゾーンからなる。
動物園は2023年で開園70周年を迎え、植物園は2020年で開園40周年を迎えた。

## 施設情報

### 動植物園共通
- 住所

動物園：福岡県福岡市中央区南公園1番1号
植物園：福岡県福岡市中央区小笹5丁目
- 開園時間

9時～17時（入園は16時30分まで）
- 休園日

月曜日 (月曜日が祝日の場合翌日) ・年末年始（12/29〜1/1）
- 入場料（2018年4月現在）

|                 | 大人  | 高校生 | 中学生以下 |
| --------------- | ----- | ------ | ---------- |
| 個人            | ￥600 | ￥300  | 無料       |
| 団体 (30名以上) | ￥480 | ￥240  | 無料       |
年間パスポートで入園無料（動物園サポーター・植物園友の会の特典として発行）
65歳以上の福岡市および北九州市のシルバー手帳、および障害者手帳を提示すれば入園無料、はやかけんなどの全国の交通系ICカードが使える。
- 駐車料（2018年4月現在）

| 普通車 | ￥500   |
| 中型車 | ￥1,000 |
| 大型車 | ￥2,000 |

### 動物園情報

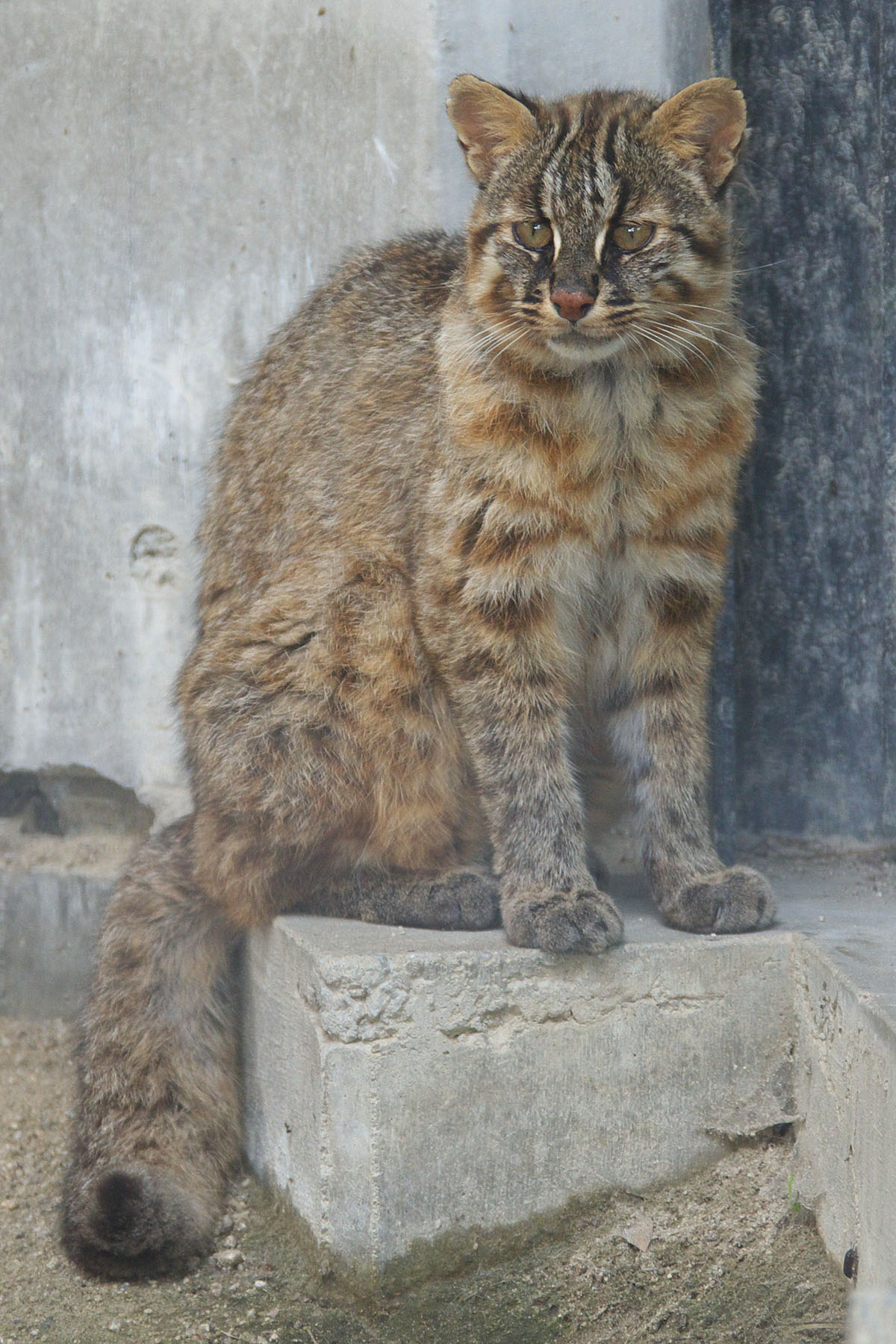
一般公開されているツシマヤマネコ

#### 主な展示動物・施設一覧
- ペンギン舎
  - フンボルトペンギン

- レッサーパンダ舎
  - シセンレッサーパンダ
- 放鳥舎
  - ソデグロバト、ミノバト、ホオアカトキ、ヘラサギ、オオフラミンゴ、ベニイロフラミンゴ、チリーフラミンゴ、バン、カンムリカイツブリ、マガモ、キンクロハジロ、ベニバシガモ、ホシハジロ、オシドリ、ウミウ等
- ツル舎
  - セイラン、ホオジロカンムリヅル、アネハヅル
- シマウマ舎
  - グラントシマウマ
- サイチョウ・オウム舎

- ルリコンゴウインコ、ミドリコンゴウインコ、オオバタン、キバタン、ベニコンゴウインコ

- サイ舎

- ミナミシロサイ

- 日本の動物
  - ニホンイノシシ、ホンドギツネ、ホンドダヌキ、ホンドテン
- キョン舎
  - キョン
- バーバリーシープ舎
  - バーバリーシープ
- ツシマヤマネコ舎
  - ツシマヤマネコ
    - 希少種のツシマヤマネコは、繁殖期は一般公開されていない。
- モンキー舎
  - ダイアナモンキー、ブラッザグエノン
- サル山
  - ニホンザル
- ヤマアラシ舎
  - アフリカタテガミヤマアラシ
- バク舎
  - マレーバク
- チンパンジー舎
  - チンパンジー
- キリン舎
  - アミメキリン
- クマ舎
  - ニホンツキノワグマ
- オリックス舎
  - アラビアオリックス
- 子ども動物園（ふれあい動物園）
  - キンケイ、パラワンコクジャク、インドクジャク、シバヤギ、サフォーク、ウサギ、テンジクネズミ、アヒル、オカメインコ、セキセイインコ、ゴシキセイガイインコ、オオハナインコ、モモイロインコ等
- カバ舎
  - カバ
- カンガルー舎
  - アカカンガルー、エミュー、ヒクイドリ
- 大型猛禽舎
  - コンドル、オオワシ、オジロワシ
- コウノトリ舎
  - ニホンコウノトリ、シュバシコウ、ギンカモメ
- シカ舎
  - ツシマジカ
- は虫類舎
  - ヒイロニシキヘビ、ヒョウモントカゲモドキ等
- 中型猛禽舎
  - ハヤブサ、サシバ、シロフクロウ、フクロウ、チョウゲンボウ、ワシミミズク等
- 猛獣舎
  - アムールトラ、ライオン
- アジア熱帯の渓谷エリア（平成25年9月完全オープン）

- ボルネオオランウータン、シロテテナガザル、ビントロング、シシオザル、コツメカワウソ、ヒョウ、マレーグマ、シワコブサイチョウ、カササギサイチョウ等

- ゾウ舎

- アジアゾウ

- 動物情報館ZooLab（ズーラボ）-2018年正門リニューアルによって出来た施設。骨格標本や剥製、体験型アトラクションなどを通して動物のことをよく知ることができる施設。またワークショップなどの催し物の開催も定期的に行っている。

- 動物科学館-かつては以前飼育していた動物の骨格標本や剥製などの展示、催し物の開催などに使用されていたが、機能の大部分をZooLabに移設した。現在では主に冷暖房完備の休憩施設として使用されている。

- 動物医療センター　園内で飼育している動物の治療を行う。また福岡県指定の「傷病野生鳥獣医療所」として野生動物の治療も行っている。
- 遊戯施設　観覧車はかつて岩田屋旧本館の屋上に設置されていたもの
- 食事・休憩施設
- スロープカー　動物園と植物園の間の坂道の移動施設

#### 主なイベント
- ZOOスポットガイド（毎週日曜日・祝日）
- 夜の動植物園（8月から9月の2週目までの土曜日）
- 新春福引き大会（1月2日）
- 園内無料開放（5月4日・みどりの日など）
- サポーターズ・デー（春秋）
- 動物画コンクール
- 動物園写真コンテスト
- 動物園サポーター会員制度

サポーターとして飼料費を支援して飼育動物に親しみを持つことを目的とした制度。個人・法人を問わず寄付金は一口1500円以上。会員には動植物園入園料無料の年間パスポートが付与され、2000円以上の寄付で、バックヤードツアーへの応募資格が得られる。

### 植物園情報
- 主な施設
  - 各見本園・花壇　大花壇、入口花壇、バラ園、シャクヤク園、モデル庭園、庭木園など。
  - 温室　約1,200種類。種類や生育環境育別に8つのゾーンに区分。
  - 緑の情報館　相談コーナーやQ&Aコーナーなど。土日祝にはガイドボランティアが待機する。
  - 展望台
  - 軽食喫茶室
- 主なイベント
  - 展示会
  - 園芸講座
  - 植物観察会
  - 植物画コンクール
- 福岡市植物園友の会制度

植物園と市民との交流を通して市民参加型の植物園の運営を目指すために設立。花苗寄付金として個人は一口2,000円、企業・団体は一口5,000円から。会員は動植物園の入園が無料となり、他にも特典がある。

## 歴史
- 1933年（昭和8年）

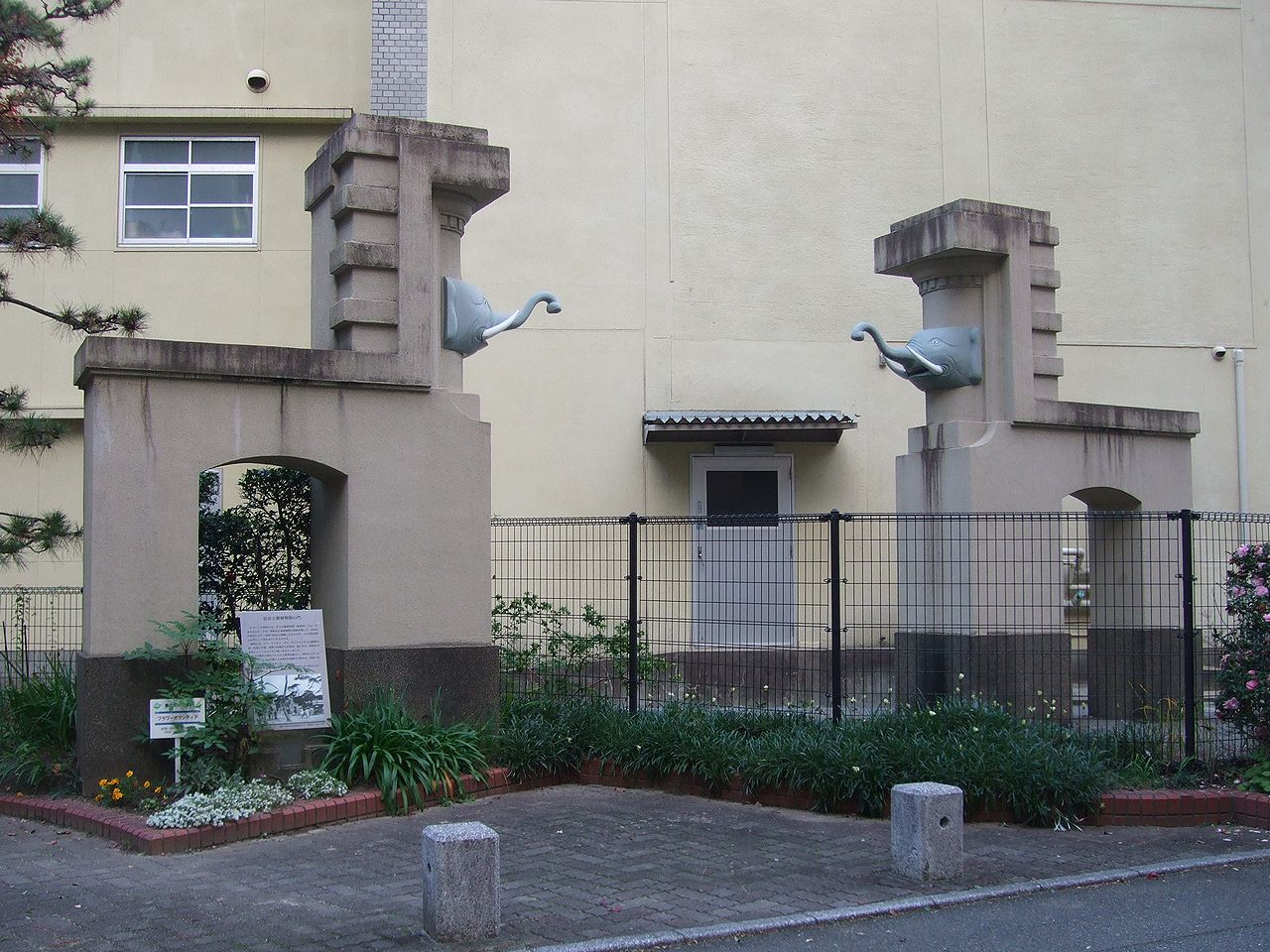
馬出小学校内に残る旧動植物園の門

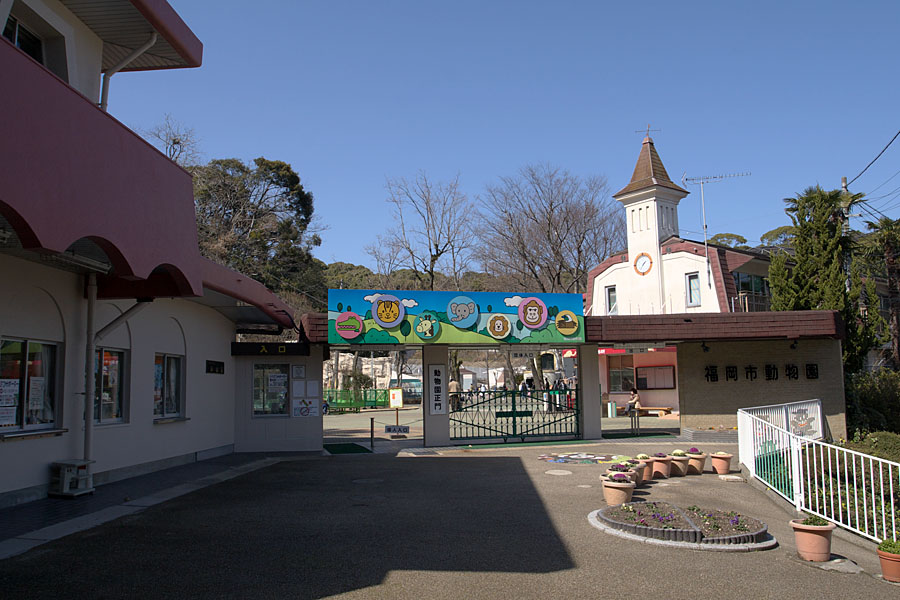
リニューアル前の動植物園の正門

  - 8月20日 - 御大典記念福岡市動植物園として東公園に開園。
- 1944年（昭和19年）
  - 5月20日 - 戦局悪化で閉園。6月6日にクマ、ライオン、トラ、カバなどの大型獣が脱走予防のため殺処分され（戦時猛獣処分）、一部は剥製として福岡市立拓殖専門学校の教材となった。
- 1952年（昭和27年） 
  - 9月 - 福岡市動物園協会設立。名誉会長に小西春雄福岡市長、会長に西部ガス取締役、山脇正次が就任。
  - 11月 - 動物園建設資金として2,800万円を市長に寄付。
- 1953年（昭和28年）
  - 8月22日 - 福岡市動物園が南公園（旧平尾浄水場跡地）に開園。
- 1955年（昭和30年） 西日本相互銀行（現・西日本シティ銀行）から、広瀬不可止作の雷竜像が寄贈される。
- 1957年（昭和32年） 戦後マサイキリンの国内初の繁殖に成功。
- 1960年（昭和35年） 国内で初めてオシドリの繁殖に成功。
- 1962年（昭和37年） 国内で初めてチンパンジーの繁殖に成功。
- 1969年（昭和44年） 国内で初めてゴールデンライオンタマリンの繁殖に成功。
- 1970年（昭和35年） 国内で初めてジャガーの人工保育に成功。
- 1973年（昭和38年） 国内で初めてニホンアナグマ（人工保育）、サシバの繁殖に成功。
- 1979年（昭和54年） 
  - 4月 - 植物園設置に伴い、維持管理運営する福岡市動物園協会は福岡市動植物園協会と名前を改める。
- 1980年（昭和55年）
  - 6月1日 - 植物園が開園。
- 1980年（昭和55年）
  - 4月1日～5月31日 - 中国・広州市からジャイアントパンダがレンタルされ、連日3万人が入園。
- 1985年（昭和60年)  
  - 4月 - 動植物園の維持管理運営業務を（財）福岡市緑のまちづくり協会が受託。それをもって、5月、福岡市動植物園協会は解散。
- 1994年（平成6年） 国内で初めてソデグロバトの人工孵化に成功。
- 1995年（平成7年）
  - 2月10日 - ツシマヤマネコ舎完成。
- 1995年（平成7年） 国内で初めてアカカザリフウチョウの繁殖に成功。
- 2000年（平成12年）
  - 4月18日 - 雌ツシマヤマネコ1頭誕生、国内初。
- 2003年（平成15年） 50周年を迎える。
- 2008年（平成20年）
  - 4月 - 動物園と植物園の間の坂道にスロープカーを設置し、運行を開始。
- 2013年（平成25年）
  - 9月 - 「アジア熱帯の渓谷エリア」完成。
- 2018年（平成30年） 動植物園の新ロゴマークを制定。

- 10月 - 動物園正門をリニューアルし、旧動植物園の門のレプリカを設置。

- 2022年(令和4年)-「ペンギンエリア」がリニューアルし、１月18日（火）にオープン。水深4mの大プールを有し、ペンギンが、飛ぶように泳ぐ姿が間近で観察できるようになった。

- 2024年(令和6年)-7月30日アジアゾウ4頭がミャンマーより来園。しかし一般公開前にメス1頭が感染症により死亡する。更には当時3歳のゾウが柵の隙間をから逸走する(こちらも一般公開前)。このような不幸やハプニングに見舞われたが、無事11月30日には一般公開となった。

## 福岡市動植物園リニューアル構想
リニューアル構想は1991年（平成2年）11月に市長諮問機関「福岡市自然動物公園整備構想委員会」が設置されたことに始まる。当初は西区金武地区への移転が答申されるが、そののち福岡市の財政事情が考慮され、2002年（平成14年）8月には移転計画中止および現動植物園の再検討となる。
老朽化が目立つ動物園を中心に20年でリニューアルを進める構想は、旭川市旭山動物園などの行動展示を参考に、動物園と植物園を一体化させて飼育場や展示方法を整備し、生息地別単位に5つの展示エリア（アジア熱帯の渓谷、アフリカの草原、日本の自然、動物行動・環境への適応、バードガーデン）に区分する。個々の動物の飼育空間を広く採るため、飼育種を従来から2割ほど減少させる。飼育動物と来園者にやさしい動植物園へとエリア単位で段階的に更新し、2025年 - 2030年ごろに完了予定。
リニューアル工事は2009年（平成21年）から始まり、「アジア熱帯の渓谷エリア」は2013年（平成25年）9月に完成した。続いて2014年（平成26年）から正門付近のリニューアル工事が始まり、2018年（平成30年）10月に完成した。2022年にはペンギンエリアのリニューアルが完了した。

## 交通アクセス
- 西鉄バス
  - 行先番号56・58に乗車、動物園前バス停下車、徒歩すぐ（動物園側）
  - 行先番号56・57・58に乗車、小笹団地正門前バス停下車、東へ約300m（植物園側）
  - 行先番号9・10・11・15・16・17・19・20・214に乗車、雙葉学園入口バス停から南へ約600m（動物園側）
- 福岡市地下鉄七隈線
  - 薬院大通駅（動植物園口）から浄水通りに沿って南西へ徒歩約15分、または西鉄バス行先番号56・58に乗車。
  - 桜坂駅から小笹方面に徒歩約15分、または西鉄バス行先番号57に乗車。
- ゴールデンウィーク、「夜の動植物園」開催時は地下鉄駅より無料送迎バスが運行されることがある。
- 自家用車の場合、福岡高速環状線天神北出入口から4.6㎞。ただし土日祝日の混雑が激しいため公共交通機関の利用を推奨している[1]。

## 近郊施設
- 上智福岡中学校・高等学校
- 福岡雙葉中学校・高等学校、福岡雙葉小学校、福岡雙葉小学校附属幼稚園
- 末日聖徒イエス・キリスト教会日本福岡神殿